# 10763 Главка
10763 Главка (10763 Hlawka) — астероїд головного поясу, відкритий 12 жовтня 1990 року.
Тіссеранів параметр щодо Юпітера — 3,203.